# Rudolph Pabus Cleveringa (1852-1919)
Mr. Rudolph Pabus Cleveringa (Appingedam, 30 april 1852 — Utrecht, 10 mei 1919) was een Nederlands jurist.

## Biografie
Cleveringa werd geboren als lid van de juristen- en bestuurdersfamilie Cleveringa en zoon van advocaat en notaris mr. Albertus Muntinghe Cleveringa (1809-1874) en Ida Eelberdina Buseman (1817-1880). Hij promoveerde in 1877 op stellingen aan de Groningse universiteit. Daarna begon zijn juridische loopbaan. Nadat hij president van de rechtbank Heerenveen was geweest, werd hij in 1914 benoemd tot voorzitter van de Centrale Raad van Beroep, hetgeen hij tot zijn overlijden zou blijven. Hij was Ridder in de Orde van de Nederlandse Leeuw.

### Privé
Hij trouwde in 1878 met Reinauw Gezina Geertruida Gerhardina Engelkens (1852-1928) met wie hij een zoon en een dochter kreeg.